# Francis Reiss
Francis Ronald Reiss (ur. 11 listopada 1940 w Detroit, Michigan) – amerykański duchowny katolicki, biskup pomocniczy Detroit w latach 2003-2015.

## Życiorys
Święcenia kapłańskie otrzymał w dniu 4 czerwca 1966. Inkardynowany do archidiecezji Detroit, pracował duszpastersko w parafiach tejże archidiecezji, był także m.in. rektorem miejscowego seminarium (1980-1982) i urzędnikiem sądu kościelnego (1984-1986).
7 lipca 2003 mianowany biskupem pomocniczym Detroit ze stolicą tytularną Remesiana. Sakry udzielił mu kardynał Adam Maida.
11 listopada 2015 przeszedł na emeryturę.